# NBA All-Star Game 1972
L'NBA All-Star Game 1972, svoltosi a Inglewood, vide la vittoria finale della Western Conference sulla Eastern Conference sulla per 112 a 110.
Jerry West, dei Los Angeles Lakers, fu nominato MVP della partita.

## Squadre

### Western Conference
| Western Conference  |                        |     |     |     |     |     |     |     |     |
| Giocatore           | Squadra                | MIN | FGM | FGA | FTM | FTA | RIM | AST | PT  |
| Bob Love            | Chicago Bulls          | 16  | 4   | 11  | 0   | 2   | 6   | 0   | 8   |
| Spencer Haywood     | Seattle SuperSonics    | 25  | 4   | 10  | 3   | 4   | 7   | 1   | 11  |
| Kareem Abdul-Jabbar | Milwaukee Bucks        | 19  | 5   | 10  | 2   | 2   | 7   | 2   | 12  |
| Gail Goodrich       | Los Angeles Lakers     | 14  | 2   | 7   | 0   | 0   | 1   | 2   | 4   |
| Jerry West          | Los Angeles Lakers     | 27  | 6   | 9   | 1   | 2   | 6   | 5   | 13  |
| Oscar Robertson     | Milwaukee Bucks        | 24  | 3   | 9   | 5   | 10  | 3   | 3   | 11  |
| Cazzie Russell      | Golden State Warriors  | 20  | 4   | 13  | 2   | 2   | 1   | 0   | 10  |
| Paul Silas          | Phoenix Suns           | 15  | 0   | 6   | 2   | 3   | 9   | 1   | 2   |
| Jimmy Walker        | Detroit Pistons        | 16  | 4   | 9   | 2   | 5   | 2   | 1   | 10  |
| Connie Hawkins      | Phoenix Suns           | 14  | 5   | 7   | 3   | 4   | 4   | 0   | 13  |
| Elvin Hayes         | Houston Rockets        | 11  | 1   | 6   | 2   | 2   | 2   | 0   | 4   |
| Wilt Chamberlain    | Los Angeles Lakers     | 24  | 3   | 3   | 2   | 8   | 10  | 3   | 8   |
| Bob Lanier          | Detroit Pistons        | 5   | 0   | 2   | 2   | 3   | 3   | 0   | 2   |
| Sidney Wicks        | Portland Trail Blazers | 10  | 2   | 5   | 0   | 0   | 2   | 0   | 4   |
| Totale              |                        | 240 | 43  | 107 | 26  | 47  | 63  | 18  | 112 |
| All. Bill Sharman   | Los Angeles Lakers     |     |     |     |     |     |     |     |     |

MIN: minuti. FGM: tiri dal campo riusciti. FGA: tiri dal campo tentati. FTM: tiri liberi riusciti. FTA: tiri liberi tentati. RIM: rimbalzi. AST: assist. PT: punti

### Eastern Conference
| Eastern Conference |                     |     |     |     |     |     |     |     |     |
| Giocatore          | Squadra             | MIN | FGM | FGA | FTM | FTA | RIM | AST | PT  |
| John Havlicek      | Boston Celtics      | 24  | 5   | 13  | 5   | 5   | 3   | 5   | 15  |
| Billy Cunningham   | Philadelphia 76ers  | 24  | 4   | 13  | 6   | 8   | 10  | 3   | 14  |
| Dave Cowens        | Boston Celtics      | 32  | 5   | 12  | 4   | 5   | 20  | 1   | 14  |
| Lou Hudson         | Atlanta Hawks       | 18  | 2   | 7   | 2   | 2   | 3   | 3   | 6   |
| Walt Frazier       | New York Knicks     | 25  | 7   | 11  | 1   | 2   | 3   | 5   | 15  |
| John Johnson       | Cleveland Cavaliers | 3   | 0   | 2   | 0   | 0   | 1   | 0   | 0   |
| Bob Kauffman       | Buffalo Braves      | 7   | 1   | 1   | 0   | 0   | 1   | 1   | 2   |
| Jack Marin         | Baltimore Bullets   | 15  | 5   | 8   | 1   | 1   | 0   | 1   | 11  |
| Wes Unseld         | Baltimore Bullets   | 16  | 1   | 5   | 0   | 0   | 7   | 1   | 2   |
| Tom Van Arsdale    | Cincinnati Royals   | 4   | 0   | 1   | 0   | 0   | 1   | 0   | 0   |
| Jo Jo White        | Boston Celtics      | 18  | 6   | 15  | 0   | 2   | 4   | 3   | 12  |
| Butch Beard        | Cleveland Cavaliers | 7   | 1   | 4   | 1   | 1   | 1   | 0   | 3   |
| Archie Clark       | Baltimore Bullets   | 21  | 2   | 5   | 4   | 4   | 1   | 6   | 8   |
| Dave DeBusschere   | New York Knicks     | 26  | 4   | 8   | 0   | 0   | 11  | 0   | 8   |
| Totale             |                     | 240 | 43  | 105 | 24  | 30  | 66  | 26  | 110 |
| All. Tom Heinsohn  | Boston Celtics      |     |     |     |     |     |     |     |     |

MIN: minuti. FGM: tiri dal campo riusciti. FGA: tiri dal campo tentati. FTM: tiri liberi riusciti. FTA: tiri liberi tentati. RIM: rimbalzi. AST: assist. PT: punti